# Municipio de Evesham
El municipio de Evesham (en inglés: Evesham Township) es un municipio ubicado en el condado de Burlington en el estado estadounidense de Nueva Jersey. En el año 2010 tenía una población de 45.538 habitantes y una densidad poblacional de 592,17 personas por km².

## Geografía
El municipio de Evesham se encuentra ubicado en las coordenadas 39°52′46″N 74°54′6″O / 39.87944, -74.90167.

## Demografía
Según la Oficina del Censo en 2000 los ingresos medios por hogar en el municipio eran de $67,010 y los ingresos medios por familia eran $77,245. Los hombres tenían unos ingresos medios de $54,536 frente a los $36,494 para las mujeres. La renta per cápita para la localidad era de $29,494. Alrededor del 2.8% de la población estaba por debajo del umbral de pobreza.